# Лип'янка (Полтавський район)
Лип'я́нка —  село в Україні, у Карлівській міській громаді Полтавського району Полтавської області. Населення становить 832 осіб. До 2020 орган місцевого самоврядування — Лип'янська сільська рада.

## Географія
Село Лип'янка знаходиться на березі річки Лип'янка, вище за течією на відстані 2,5 км розташоване селище Іванівка, нижче за течією примикає село Дмитрівка. На річці кілька загат.

## Історія
Село постраждало внаслідок геноциду українського народу, проведеного урядом СССР 1932-1933 та 1946-1947.
12 червня 2020 року, відповідно до розпорядження Кабінету Міністрів України № 721-р «Про визначення адміністративних центрів та затвердження територій територіальних громад Полтавської області», село увійшло до складу Карлівської міської громади.
19 липня 2020 року, в результаті адміністративно - територіальної реформи та ліквідації Карлівського району, село увійшло до складу новоутвореного Полтавського району Полтавської області.

## Економіка
- Молочно-товарна ферма.
- ТОВ «ім. Фисуна».

## Об'єкти соціальної сфери
- Школа.